# Brod (Příbram)
Brod je vesnice, část města Příbram v okrese Příbram ve Středočeském kraji. Nachází se asi tři kilometry jižně od Příbrami. Částí města protéká Jerusalémský potok. Prochází zde silnice I/66. Je zde evidováno 46 adres. V roce 2011 zde trvale žilo 95 obyvatel. Brod leží v katastrálním území Brod u Příbramě o rozloze 2,33 km².

## Historie
První písemná zmínka o vesnici pochází z roku 1291.

## Obyvatelstvo
| Rok            | 1869 | 1880 | 1890 | 1900 | 1910 | 1921 | 1930 | 1950 | 1961 | 1970 | 1980 | 1991 | 2001 | 2011 | 2021 |
| -------------- | ---- | ---- | ---- | ---- | ---- | ---- | ---- | ---- | ---- | ---- | ---- | ---- | ---- | ---- | ---- |
| Počet obyvatel | 162  | 195  | 186  | 182  | 235  | 213  | 204  | 136  | 137  | 116  | 115  | 105  | 95   | 95   | 111  |
| Počet domů     | 18   | 19   | 19   | 20   | 22   | 25   | 32   | 34   | 34   | 36   | 32   | 36   | 38   | 40   | 43   |

## Obecní správa
Při sčítání lidu v letech 1850–1879 Brod byl osadou obce Žežice v okrese Příbram. V letech 1880–1975 byl samostatnou obcí v okrese Příbram. Od 1. ledna 1976 je částí města Příbram ve stejnojmenném okrese.

## Galerie

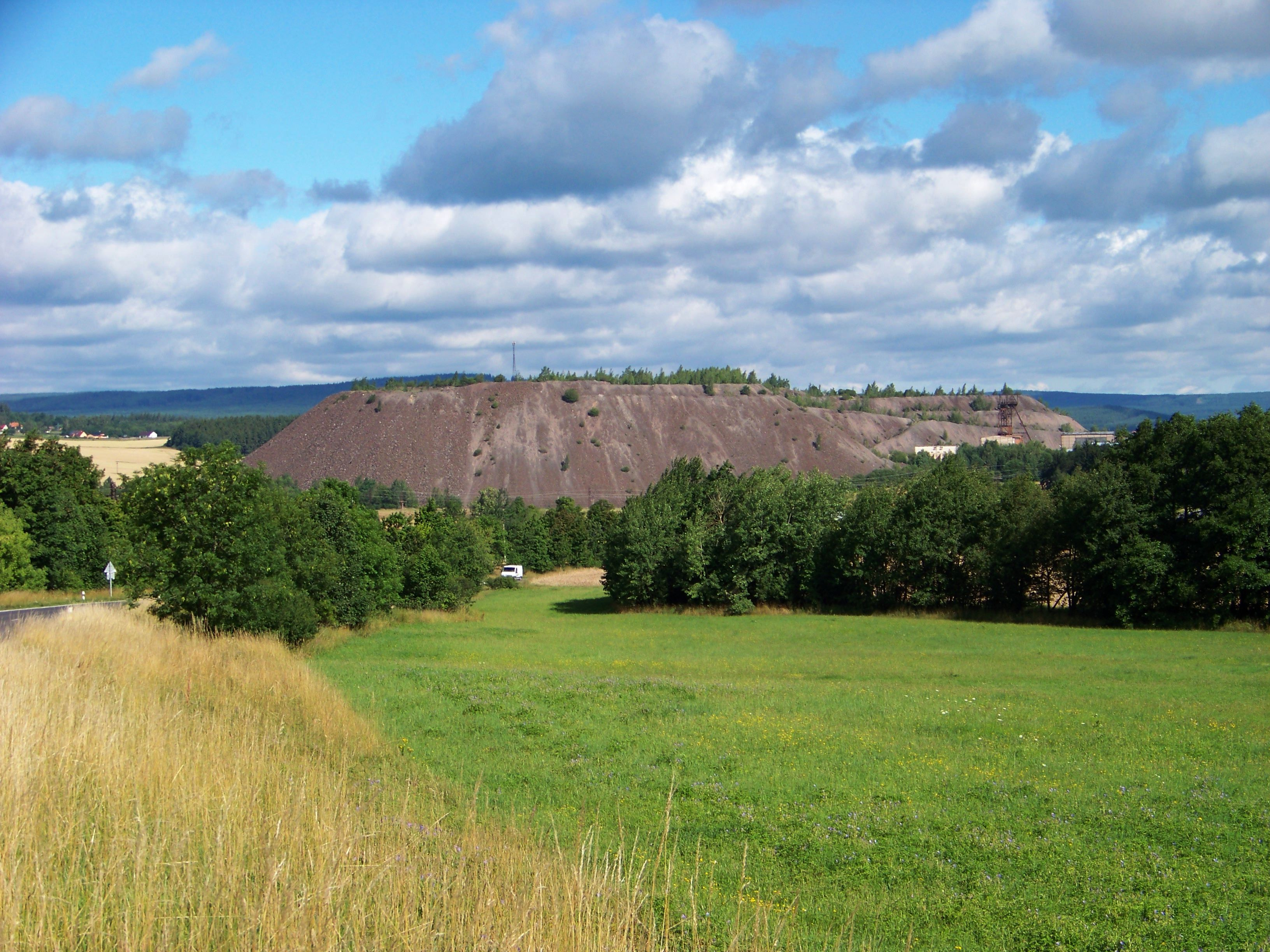
Halda u šachty č. 15 v jižní části Brodu
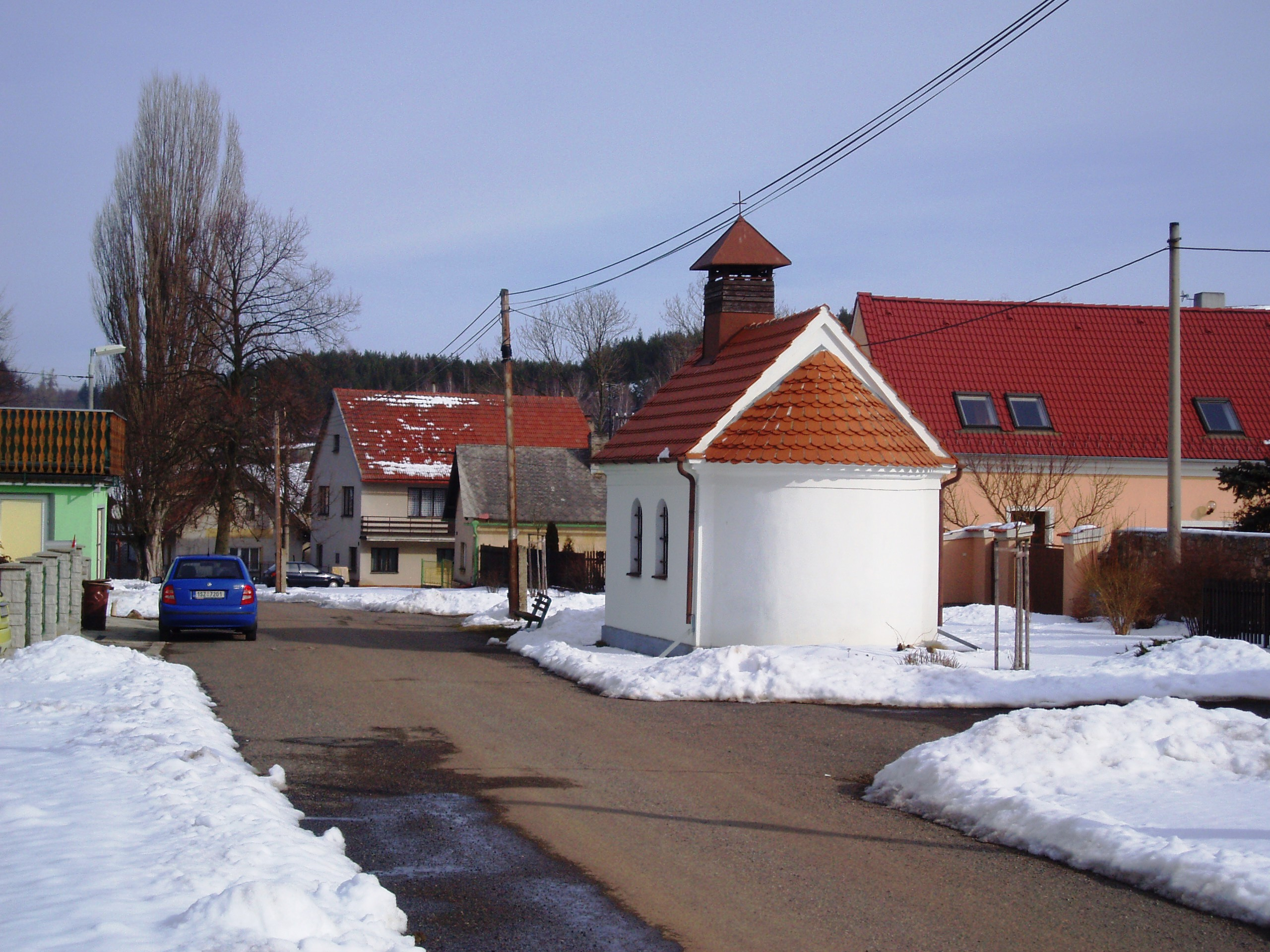
Kaple v Brodu u Příbrami